# ديفيد ثريلفول
ديفيد ثريلفول (بالإنجليزية: David Threlfall)‏ هو مخرج وممثل بريطاني، ولد في 12 أكتوبر 1953 في المملكة المتحدة.

## أعمال

### أفلام
- (1992) ألعاب وطنية[4]
- (1999) مريم - والدة يسوع
- (2003)  الجانب البعيد عن الوطن[5]

## ترشيحات
- جائزة توني لأفضل ممثل في مسرحية [الإنجليزية]‏ (1982)

## وصلات خارجية
- ديفيد ثريلفول على موقع IMDb (الإنجليزية)
- ديفيد ثريلفول على موقع ميوزك برينز (الإنجليزية)
- ديفيد ثريلفول على موقع قاعدة بيانات برودواي على الإنترنت (الإنجليزية)
- ديفيد ثريلفول على موقع قاعدة بيانات الفيلم (الإنجليزية)